# Gästprofessor
En gästprofessor är en form av visstidsanställning som professor vid ett universitet eller högskola.
Gästprofessurer erbjuds ofta till akademiker som redan är verksamma som professorer vid andra lärosäten, och som därmed bedömts professorskompetenta.
När andra personer utses till gästprofessor prövas i stället professorskompetensen i samband med utnämningen. Alternativa titlar såsom gästlektor och gästforskare kan också användas för den som utsetts på andra grunder än inomakademiska meriter, eller som inte uppfyller kraven för professorsnivån.
Förutom akademiker verksamma vid universitet och högskolor förekommer det att forskare från andra samhällssektorer samt konstnärligt verksamma personer utses till gästprofessorer.

## Sverige
I Sverige är gästprofessor en anställning som regleras i högskolelagen och högskoleförordningen. Anställningen förutsätter antingen vetenskaplig och pedagogisk skicklighet eller konstnärlig och pedagogisk skicklighet. Anställningen är tills vidare, dock längst till en viss tidpunkt. Anställningen kan förlängas som längst i fem år.
Tidigare gav högskolelagen bredare möjlighet att anställa även andra typer av gästlärare. Personer som inte uppfyllde kraven på professorskompetens kunde då anställas som exempelvis gästlektor eller gästadjunkt. Sedan 2010 är har sådana gästläraranställningar utgått ur högskolelagen, och är i stället reglerade genom den allmänna arbetsrätten.